# والداشاف
والداشاف (به آلمانی: Waldaschaff) یک شهر در آلمان است که در آشافنبورگ واقع شده‌است. والداشاف ۴٬۰۱۲ نفر جمعیت دارد.

## خواهرخوانده
شهر Clonakilty خواهرخواندهٔ والداشاف هست.